# الإسلام والحرب
منذ زمن محمد خاتم الأنبياء عند الإسلام، شاركت العديد من الدول والإمبراطوريات الإسلامية في الحروب. وقد ارتبط مفهوم الجهاد، وهو واجب النضال الديني، منذ فترة طويلة بالقتال من أجل نشر الدين، على الرغم من أن بعض المراقبين يشيرون إلى هذا الكفاح على أنه «الجهاد الأصغر» بالمقارنة مع الكفاح الروحي الداخلي. ويفرق الفقه الإسلامي في الحرب بين الحرب المشروعة وغير المشروعة ويصف السلوك السليم وغير المناسب من قبل المقاتلين. وجرى شن العديد من حروب الغزو وكذلك الحملات العسكرية المسلحة المناهضة للاستعمار باعتبارها جهادًا.

## المفاهيم الإسلامية المتعلقة بالحرب
تشير المفاهيم الإسلامية المتعلقة بالحرب إلى ما جرى قبوله في الشريعة (القانون الإسلامي) والفقه الإسلامي من قبل العلماء (علماء الإسلام) باعتباره الطريقة الإسلامية الصحيحة التي من المتوقع أن يلتزم بها المسلمون في أوقات الحرب. ويزعم بعض العلماء والشخصيات الدينية الإسلامية أن الكفاح المسلح المبني على المبادئ الإسلامية يسمى بالجهاد الأصغر. والقتال مبرر للدفاع المشروع عن النفس، ولمساعدة المسلمين الآخرين، وبعد انتهاك شروط المعاهدة؛ ولكن يجب إيقاف القتال إذا انتهت هذه الظروف. ويجب أن تكون الحرب بطريقة منضبطة، لتجنب إصابة غير المقاتلين، وبالحد الأدنى من القوة اللازمة، ودون غضب، وبمعاملة إنسانية تجاه أسرى الحرب.

## التاريخ

### الحالات المبكرة
حدثت أقدم أشكال الحرب التي خاضها المسلمون بعد هجرة محمد ومجموعة صغيرة من أتباعه إلى المدينة من مكة واعتناق العديد من سكان المدينة الإسلام. في هذا الوقت كان المسلمون قد تعرضوا للاضطهاد والقمع من قبل المكيين. وكان لا يزال هناك مسلمون لا يستطيعون الفرار من مكة وما زالوا مضطهدين بسبب إيمانهم. كما رفض المكيون السماح للمسلمين بدخول مكة، وبذلك حرموهم من الوصول إلى الكعبة.
ونشبت معارك كبرى في تاريخ الإسلام بين المكيين والمسلمين؛ ومن أهم المعارك بالنسبة للمسلمين معركة بدر عام 624 م. وشملت المعارك المبكرة الأخرى معارك في أحد (625)، والخندق (627)، ومكة (630) وحنين (630). وهذه المعارك وخاصة معركة أحد لم تكن ناجحة مقارنة بمعركة بدر. وفي ما يتعلق بهذه المعركة يذكر القرآن أن الله أرسل «جيشًا غير مرئي من الملائكة» ساعد المسلمين على هزيمة المكيين.

### الحروب التي خاضتها القوات الإسلامية قبل عام 1918

#### الإسلام في شبه الجزيرة الأيبيرية
كان الغزو الأموي لهسبانيا هو التوسع الأولي للخلافة الأموية في هسبانيا (شبه الجزيرة الأيبيرية) منذ عام 711 حتى عام 718. وأدى هذا الغزو إلى تدمير مملكة القوط الغربيين وتأسيس ولاية الأندلس الأموية. ويمثل الغزو التوسع الغربي لكل من الخلافة الأموية والحكم الإسلامي في أوروبا. وأعقب الغزو فترة عدة مئات من السنين عرفت خلالها معظم شبه الجزيرة الأيبيرية باسم الأندلس، التي سيطر عليها الحكام المسلمون. ولم تتمكن سوى حفنة من الممالك المسيحية الصغيرة الجديدة من إعادة تأكيد سلطتها عبر المنطقة الجبلية البعيدة شمال شبه الجزيرة. وكانت شبه الجزيرة الأيبيرية في العصور الوسطى مسرحًا لحرب مستمرة تقريبًا بين الأندلس الإسلامية (ولاحقًا الطوائف) والممالك المسيحية.
كانت سلالة الموحدين سلالة أمازيغية مسلمة تأسست في القرن الثاني عشر، واحتلت كامل شمال أفريقيا حتى ليبيا، إلى جانب الأندلس (شبه الجزيرة الأيبيرية المورية). وكان الموحدون الذين أعلنوا الجهاد الأبدي ضد المسيحيين يفوقون المرابطين بكثير في النظرة الأصولية، وكانوا يعاملون أهل الذمة بقسوة. وفي مواجهة خيار الموت أو اعتناق الإسلام هاجر العديد من اليهود والمسيحيين.
وسرعان ما شرع الموحدون في حملة لتدمير الممالك الكاثوليكية في شبه الجزيرة الأيبيرية وخارجها. وهزم الجيش المدافع بقيادة الملك ألفونسو الثامن ملك قشتالة محمد الناصر بالقرب من لاس نافاس دي تولوسا في عام 1212، والذي فاقه عددًا. ويُنظر إلى لاس نافاس دي تولوسا على أنها نقطة تحول في سقوط الأندلس ونهاية الهيمنة الإسلامية في شبه الجزيرة الأيبيرية. وفي عام 1492 كانت حرب غرناطة بمثابة نهاية الأندلس، وقد أدت إلى هزيمة مملكة غرناطة، وإنهاء كل الحكم الإسلامي في شبه الجزيرة الأيبيرية.

#### الحملات الصليبية
أعاد الصليبيون الأوروبيون احتلال جزء كبير من الأراضي التي استولت عليها الدولة الإسلامية، وقسموها إلى أربع ممالك، أهمها مملكة بيت المقدس. وكان هدف الحروب الصليبية في الأصل هو استعادة القدس والأراضي المقدسة (الأراضي المسيحية السابقة) من الحكم الإسلامي، وجرى إطلاق الحملات الصليبية في الأصل استجابة لدعوة من الإمبراطورية البيزنطية الأرثوذكسية الشرقية للمساعدة ضد توسع الأتراك السلاجقة المسلمين في الأناضول. ولم يكن هناك سوى القليل من الدافع لاستعادة الأراضي من الصليبيين، باستثناء الهجمات القليلة التي شنها الفاطميون المصريون. لكن هذا تغير مع مجيء عماد الدين زنكي، حاكم ما يعرف اليوم بشمال العراق، الذي استولى على الرها، وهو الأمر الذي أدى إلى اندلاع الحملة الصليبية الثانية، والتي كانت عبارة عن ورطة دامت 47 عامًا. وانتهى ذلك بانتصار صلاح الدين الأيوبي (المعروف في الغرب باسم Saladin) على قوات القدس في قرون حطين عام 1187. وخلال فترة الحملة جرى نشر قدر كبير من الأدبيات فيما يتعلق بالجهاد. وأثناء حشد جيوشه في سوريا، كان على صلاح الدين أن يخلق عقيدة من شأنها أن توحد قواته وتجعلهم يقاتلون حتى النهاية، والتي ستكون الطريقة الوحيدة التي يمكنهم من خلالها إعادة غزو الأراضي التي جرى الاستيلاء عليها في الحملة الصليبية الأولى. وجاء في الحديث أن من ترك الجهاد فقد أتى ذنبًا لا يمكن التطهر منه بأي حال من الأحوال. كما أنه وضع أمراءه في مركز السلطة تحت حكمه مباشرة.

#### جنوب آسيا
يؤكد السير جادوناث ساركار أن العديد من الغزاة المسلمين كانوا يشنون جهادًا منظمًا ضد الهندوس في الهند، إلى حد أنه «جرى اللجوء إلى كل وسيلة لا تصل إلى حد المذبحة بدم بارد من أجل جعل الرعايا الوثنيين يعتنقون الإسلام». وعلى وجه الخصوص فإن السجلات التي احتفظ بها العتبي أمين محمود الغزنوي، في تأريخه (تاريخ اليميني)، توثق عدة جولات من الحملات العسكرية الدموية. وفي أواخر القرن العاشر انتشرت قصة أنه قبل أن يدمر محمد أصنام الكعبة أُرسلت مناة سرًا إلى معبد هندوسي في الهند؛ وجرى تغيير اسم المكان إلى سو مناة أو سومناث. وبناءً على ذلك جرى تدمير وثن شيفا في معبد سومناث في غارة شنها محمود غزني عام 1024 م؛ والذي يعتبر أول عمل من أعمال الجهاد في الهند. وفي عام 1527 أمر ظهير الدين بابر بالجهاد ضد الراجبوت والمينا في معركة خانوه. ومخاطبًا رجاله علنًا أعلن المعركة القادمة جهادًا. وكان جنوده يواجهون جيشًا غير مسلم لأول مرة على الإطلاق. وقال إن هذه كانت فرصتهم ليصبحوا إما غزاة (جنود الإسلام) أو شهداء (شهداء الإسلام).
في عام 1567 أعلن حفيد بابر جلال الدين أكبر الجهاد ضد حاكم سيسوديا أوداي سينغ وحاصر عاصمته في أكتوبر من عام 1567. وذبحت حامية شيتور حتى آخر رجال وجرى الاستيلاء على المدينة بعد مقاومة شجاعة من قبل المدافعين. وبعد الاستيلاء على الحصن، قُتل سكان شيتور البالغ عددهم نحو 30.000 وجرى استعباد الباقي. وأعلن أكبر أن غزو شيتور هو انتصار الإسلام على المشركين وأصدر رسالة نصر يعبر فيها عن انتصاره بشكل عاطفي في تحطيم الأيقونات.
شن الإمبراطور حفيد أكبر أورنكزيب الجهاد ضد أولئك الذين اتهموا بالهرطقة داخل المجتمع الإسلامي في الهند، مثل المسلمين الشيعة.